# ダーティハリー2
『ダーティハリー2』（原題 Magnum Force）は、1973年製作のアメリカ映画。ワーナー・ブラザース配給。
『ダーティハリー』シリーズの2作目。前作を超えるヒットを記録する。監督のテッド・ポストは1968年のイーストウッドの主演作『奴らを高く吊るせ!』の監督も務めている。

## あらすじ
サンフランシスコ。証拠不十分で無罪となった労働組合幹部でギャングのボス、リッカが白昼に殺害される。その横暴な捜査で煙たがれ、殺人課から外されたハリー・キャラハン刑事がいち早く現場に駆けつけるものの、銃を使わないことを誇りとし、将来も期待されているブリッグス刑事に現場から追いやられてしまう。その後も、法の網をかいくぐるマフィアやギャングの大物などが殺される事件が続き、手詰まりとなった市警は、やむを得ずハリーを殺人課に戻し、一連の事件の捜査班に加える。事件の真相はマフィアの抗争と睨む警察はガズマンやパランシオといったマフィアの大物の監視を行うが、ハリーは現場の状況から交通課の刑事が犯人だと推理していた。
ハリーは何かと犯罪者の抹殺を口にする10年来の友人で交通課の刑事・チャーリーを疑いブリッグスに報告するが、その前に彼はガズマン殺しの事件に巻き込まれ死亡していた。真犯人は新人白バイ隊員のデイヴィス、グライムズ、スイート、アストラカンの4人であり、ハリーも認めるほど、その銃器の腕前は高かった。ハリーはガズマン殺しの現場にいたというデイヴィスを疑うが、ブリッグスはパランシオが犯人であると決めつける。
毎年ハリーが優勝を収める恒例の市警察の射撃大会において、今年はデイヴィスが最後までハリーと張りあい、最終的に優勝する。だが、ハリーの目的はデイヴィスの拳銃を借りてわざと失中し、密かに銃弾を回収するためであった。チャーリーを撃った弾とデイヴィスの弾の施条痕は極めて近く、ハリーは確信を強める。そして、ブリッグス指揮の下、パランシオ一味を一斉検挙することとなり、ハリーはデイヴィスとスイートを推薦して自分の部下とし、パランシオの摘発に向かう。だが、パランシオの事務所にはニセ警官が来ると嘘の密告がされており、勘違いしたパランシオの一味にスイートが射殺され、ハリー、デイヴィスを交えた激しい銃撃戦となる。最終的にパランシオも死亡するが、ブリッグスはハリーの責任を追及し、聴聞会に掛けると言う。一方、ハリーは相棒のアーリーに、パランシオの一件は自分を狙った罠であり、もし自分が殺されたら証拠の銃弾をブリッグスに渡すように頼む。
ハリーは、デイヴィスら3人の待ち伏せを受け、同じ法が裁けない悪人を殺す共通目的があるはずだと仲間に入るよう要求される。だが、ハリーはこれを一蹴し、決別する。その後、帰宅したハリーは郵便受けに爆弾が仕掛けられていることに気づき解除するが、同じく爆弾を仕掛けられていたアーリーは爆死してしまう。ハリーがブリッグスに報告すると、彼はハリーの自宅までやってきて爆弾を確認し、車で一緒に来るように言う。その車中、ブリッグスはハリーに銃口を向けると自らが黒幕であることを明かし、ハリーの拳銃を捨てさせる。だが、ハリーは隙を付いてバランスを崩したブリッグスを殴打して気絶させ、白バイの追跡を交わすために港湾地帯へ逃げ込む。銃を持たないハリーは、1人目に車ごと体当たりして死亡させる。そして車から降りて、係留されて解体を待つ空母の中に逃げ込み、追ってきた2人から巧みに逃げながら、最終的に返り討ちに成功して殺す。
車に戻って来たハリーをブリッグスが待ち構えており、拳銃で脅した上で車を奪う。そして、ハリーをあえて生かした上で3人の警官殺しの罪で合法的に社会的に抹殺するという。しかし、ハリーは会話中に解除した爆弾の時限装置を起動させて車中に残しており、そうとは知らないブリッグスは爆死した。ハリーはそれを見届けると、その場を立ち去る。

## 登場人物
ハリー・キャラハン
主人公。サンフランシスコ市警の刑事。
暴力をもって悪を制するタイプで警察・司法に対する規範が厳しくなった時代にあって強引な捜査を行い、被疑者を射殺することも厭わないため煙たがれる刑事。当初は殺人課から外されていたが、作中で戻る。

### 警察
ニール・ブリッグス
市警察本部の捜査課主任。
一度も拳銃を使ったことがないと豪語し、それを誇りとする模範的なベテラン刑事。ハリーとは対照的な人物で何かと作中では対立するが、彼からは自身と違い、拳銃を使わない刑事として信用されていた。
暗殺団の黒幕であり、終盤、爆弾の罠が失敗したため、自らハリーを仕留めるべく正体を現す。最終的に詰めを誤り、ハリーの仕掛けた爆弾で返り討ちにされる。
アーリー・スミス
市警察本部捜査課の刑事。ハリーの相棒。アフリカ系。
何かと煙たがれるハリーを信頼する数少ない人物。ハリーから、もし自分が殺された場合、ブリッグスを頼るように命令されるが、その前に自身が爆弾で殺されてしまう。
チャーリー・マッコイ
市警察本部交通課の白バイ隊員。
ハリーの先輩であり十年来の友人。警察や司法に対する職務規範が厳しくなっていることに不満を隠さず、犯罪者の抹殺もやむを得ないと公言する。そのため、ハリーから一連の事件の犯人と疑われてしまうが、たまたま居合わせたガズマン殺しの現場で、鉢合わせたデイヴィスに射殺されてしまう。
ジョン・デイヴィス
市警察本部交通課の新人白バイ隊員。暗殺団のメンバー。
4人の中でも特に銃の腕に長けた青年。ガズマン殺しを担当し、その際にチャーリーを殺してしまったことから、ハリーに目をつけられる。最期は空母の甲板からバイクごと海面に落ち死亡する。
フィル・スイート
市警察本部交通課の新人白バイ隊員。暗殺団のメンバー。
パランシオの事務所に向かった際に、密告によってニセ警官と勘違いしたパランシオ一味にショットガンで殺されてしまう。
マイク・グライムズ
市警察本部交通課の新人白バイ隊員。暗殺団のメンバー。
終盤、港湾地帯へ逃げ込んだハリーの車を追跡するが、死角に逃げられたところを急反転してきたハリーの車にバイクごと跳ね飛ばされて死亡する。
レッド・アストラカン
市警察本部交通課の新人白バイ隊員。暗殺団のメンバー。
終盤、廃棄空母の中でハリーを追跡するが、弾切れの隙を突かれて、格闘の末に撲殺される。
フランク・ディジョージオ
市警察本部捜査課の刑事。
ベテランでハリーの友人。ガズマンの監視を担当する。

### マフィア（ギャング）など
カーマイン・リッカ
労働組合幹部。有力マフィアのボス。
スカルサという組合員とその家族の殺人容疑で逮捕されたが証拠不十分で無罪判決を受ける。その判決に抗議する市民らの反発の中、裁判所を後にするが、その帰路でデイヴィスらの最初の「処刑」の犠牲者となる。
JJウィルソン
ポン引きの大物。
あがりをよこさない売春婦を自ら殺害するなど残虐な人物。運転中に処刑される。
演じたアルバート・ポップウェルは、前作の冒頭に登場し、ハリーから有名な台詞「well do you punk !」を投げかけられた銀行強盗犯（ノンクレジット）である。
ルー・ガズマン
マフィアのボス。麻薬王。
情婦と共にコンドミニアムにいたところをデイヴィスに射殺される。
フランク・パランシオ
マフィアのボス。
ガズマン殺しを持って警察から犯人と疑われる。逮捕のためにハリーらが事務所に伺うも、事前の嘘の密告によってハリーらをニセ警官と勘違いし銃撃する。最終的に車で包囲網の突破を図ったがハンドル操作を誤り、道路脇のクレーンに突っ込んで死亡する。

### その他
キャロル・マッコイ
チャーリーの別居中の妻。
チャーリーとの関係からハリーとも長い友人。チャーリーの死亡によって子供3人と共に故郷へと帰る。
サニー （字幕版ではソニー）
ハリーと同じアパートに住む日系人女性。
ハリーに好意を持っており、自ら声を掛け彼と一夜を共にする。その後、ハリーを殺す目的で仕掛けられた爆弾で危うく死ぬところを助けられる。

## 出演
| 役名                       | 俳優                     | 日本語吹替                           | 日本語吹替                          |
| 役名                       | 俳優                     | フジテレビ版                         | テレビ朝日版 （追加録音版）         |
| -------------------------- | ------------------------ | ------------------------------------ | ----------------------------------- |
| ハリー・キャラハン         | クリント・イーストウッド | 山田康雄                             | 山田康雄 （多田野曜平）             |
| ニール・ブリッグス主任     | ハル・ホルブルック       | 井上孝雄                             | 仲村秀生 （大川透）                 |
| アーリー・“アール”・スミス | フェルトン・ペリー       | 山田昌人                             | 井上和彦 （井上和彦）               |
| ジョン・デイヴィス         | デヴィッド・ソウル       | 野沢那智                             | 仲木隆司 （木下浩之）               |
| マイク・グライムズ         | ロバート・ユーリック     | 津嘉山正種                           | 幹本雄之                            |
| レッド・アストラハン       | キップ・ニーヴェン       | 小川真司                             | 屋良有作                            |
| フィル・スウィート         | ティム・マシスン         | 中尾隆聖                             | 堀川りょう                          |
| チャーリー・マッコイ       | ミッチェル・ライアン     | 小林勝彦                             | （不明）                            |
| シドニー                   | アルバート・ポップウェル | 内海賢二                             | 飯塚昭三                            |
| フランク・パランシオ       | トニー・ジョージオ       | 阪脩                                 | 池田勝                              |
| キャロル・マッコイ         | クリスティーン・ホワイト | 出演シーンカット                     | （不明）                            |
| サニー                     | アデル・ヨシオカ         | 芝田清子                             | 溝口綾 （斉藤恵理）                 |
| カーマイン・リッカ         | リチャード・デヴォン     | 加藤精三                             | 加藤正之 （高岡瓶々）               |
| ウォルター                 | ジャック・コスリィ       | 小林勝彦                             | 石森達幸                            |
| 売春婦                     | マーガレット・エイヴリー | 松金よね子                           | つかせのりこ                        |
| ナット・ワインスタイン     | モーリス・アージェント   | 谷津勲                               | （浦山迅）                          |
| フランク・ディジョージオ   | ジョン・ミッチャム       | 郷里大輔                             | 藤本譲 （高岡瓶々）                 |
| ルウ・ガズマン             | クリフォード・A・ペロー  | 増岡弘                               | 加藤正之                            |
| タクシー運転手             | ボブ・マーケリング       | 宮村義人                             | 伊井篤史                            |
| リッカの運転手・ティノ     | ラス・モロ               | 阪脩                                 | 徳丸完 （青山穣）                   |
| エスタ・ブロック           | ボブ・マーテ             | 出演シーンカット                     | （不明）                            |
| 警部                       |                          | 谷津勲                               | 清川元夢 （不明）                   |
| ハイジャック               |                          | 笹岡繁蔵                             | 稲葉実 （不明）                     |
| ハイジャック               |                          | 黒部鉄                               | 山口健 （不明）                     |
| ガズマンの愛人             |                          | 小宮和枝                             | 高木早苗 （不明）                   |
| 検視官ビル                 |                          | 藤本譲                               | 増岡弘 （浦山迅）                   |
| アナウンサー               |                          | 西村知道                             | 広瀬正志                            |
| 空港職員                   |                          | 西村知道                             | 伊井篤史 （不明）                   |
| ニック・ロイヤル           |                          | 笹岡繁蔵                             | 稲葉実                              |
| パランシオの子分A          |                          | 黒部鉄                               | 山口健                              |
| パランシオの子分B          |                          | 郷里大輔                             | 目黒光祐                            |
| 量販店強盗                 |                          | なし                                 | 目黒光祐                            |
| チェスター                 |                          | 増岡弘                               | 石森達之                            |
| ロジャース                 |                          | なし                                 | 増岡弘                              |
| カサーレ                   |                          | 池田勝                               | 徳丸完                              |
| プールの女                 | スザンヌ・ソマーズ       | 松金よね子                           | つかせのりこ                        |
| アパートの住人             |                          | 宮村義人                             | 広瀬正志                            |
| シャブ中                   |                          | 中村秀利                             | 目黒光祐                            |
| 航空会社重役               |                          | 丸山詠二                             | 清川元夢                            |
| 暴徒                       |                          | 池田勝                               | 藤本譲                              |
| 観客                       |                          | 中村秀利                             | 稲葉実                              |
| 量販店の警官               |                          | なし                                 | 山口健                              |
| 強盗                       |                          |                                      | （杉村憲司）                        |
|                            |                          |                                      |                                     |
| 演出                       |                          | 小林守夫                             | 春日正伸 （伊達康将）               |
| 翻訳                       |                          | 飯嶋永昭                             | 鈴木導                              |
| 調整                       |                          | 平野富夫                             | 中村修                              |
| 効果                       |                          | 遠藤尭雄                             | 南部満治 大橋勝次                   |
| 選曲                       |                          | 重秀彦                               | 河合直                              |
| 解説                       |                          | 高島忠夫                             | 淀川長治                            |
| 製作                       |                          | 東北新社                             | ザック・プロモーション （東北新社） |
| 初回放送                   |                          | 1979年10月5日 『ゴールデン洋画劇場』 | 1987年11月22日 『日曜洋画劇場』     |

※Blu-ray Discのダーティハリー アルティメット・コレクターズ・エディションには吹替キャストがフジテレビ版が表記されているが、実際はテレビ朝日版が収録されている。
- WOWOWでの放送ではソフト収録されているテレビ朝日版に追加録音したものが放送されたが、イマジカBSではフジテレビ初回版が放送された。

## 評価
レビュー・アグリゲーターのRotten Tomatoesでは27件のレビューで支持率は70%、平均点は6.70/10となった。Metacriticでは7件のレビューを基に加重平均値が58/100となった。